# La Rage au poing
Pour plus de détails, voir Fiche technique et Distribution.
La Rage au poing est un film français d'Éric Le Hung réalisé en 1973 et sorti en 1975.

## Historique
En raison de ses scènes de violence, de l'acuité de la vision de la banlieue de son époque et de la critique sociale qu'il comporte, ce film, tourné en 1973 a connu des difficultés pour paraître sur les écrans[réf. nécessaire]. Il sort deux ans après son tournage avec une interdiction aux moins de 18 ans.

## Synopsis
Une bande de jeunes banlieusards désœuvrés et rejetés par la société de consommation bascule, à la suite d'un incident mineur, dans la violence et dans le drame.

## Fiche technique
- Titre : La Rage au poing
- Réalisation : Éric Le Hung
- Scénario : Tony Gatlif • Éric Le Hung
- Musique : Éric Demarsan • Dominique Perrier • Il était une fois
- Photographie : Jean Monsigny
- Assistants opérateurs : Alain Mouren • Olivier Jacquot
- Montage : Jean-Claude Bonfanti
- Assistants montage : Marie-Christine Vincent • Chantal Perrot
- Son : Auguste Galli
- Assistants son : Pascal Ingrand • Étienne Mortini
- Mixage : Dominique Jugie
- Bruitage : Louis Matabon
- Maquillage : Jean Pipard
- Chef décorateur : Daniel Mahé
- Script : Béatrice de Nouaillan
- Régisseur ensemblier : Guy Augé
- Directeur de production : Roger Williame
- Photographe de plateau : Jean Charruyer
- Cascadeurs : André Cagnard « Coin-Coin » • Patrick James
- Assistants réalisateurs : Pierre Sayag • Jean-Pierre Silvy • Philippe Triboit
- Sociétés de production : Les Films du Regard • Axe Films
- Producteurs : Guy Belfond • Pierre Belfond
- Producteur exécutif : Jean-Claude Leroux
- Dates de tournage : 13 septembre - 19 octobre 1973[1]
- Pays de production :  France
- Langue originale : français
- Format : couleur - 35 mm
- Genre : drame
- Durée : 93 minutes
- Sociétés de distribution : Les Films La Boétie
- Date de sortie : 
  - France : 12 février 1975
- Interdiction aux moins de 18 ans à sa sortie en salles en France.

## Distribution
- Philippe Lavot : Tonio
- Tony Gatlif : Nanar
- Françoise Dorner : BB la brune
- Marie-Georges Pascal : Christine
- Gilles Chevallier : Johnny
- Sylvain Rougerie : Bouboule
- Frédéric Norbert : Michou
- Patrick Jeantet : Dédé
- Pierre Tornade : Jo, le patron du bar
- Etienne Bierry : le père de Tonio
- Frédéric Simon : Rico, le petit frère de Tonio
- Fred Ulysse : Sevin
- Pascale Roberts : Mme Sevin
- Roger Dumas : le voisin
- André Thorent : le commissaire
- Jacques Alric : un policier
- Jean-Louis Fortuit : un policier
- Pierre Koulak : Abderrahmane
- Jean Luisi : le fourgue
- Denise Dax : la prostituée
- Dominique Zentar : le dragueur
- Mimi Young : la fille enceinte
- Yves Gabrielli : l'homme « corrigé »
- J-M. Ribeiro : le copain de Rico
- Jacques Maury : l'homme piégé par BB
- Jean-Paul Solal : le « devin » chez Christine
- Maurice Vodeau : un convive chez Christine
- Lydia Feld : une convive chez Christine
- Antoinette Moya : une convive chez Christine
- Bernadette Palas : une fille avec la bande
- Olivia Orlandi : l'infirmière
- Madeleine Ganne